# 부피
부피(영어: volume)는 3차원 공간에서 영역의 측도이다. 세제곱미터 및 리터와 같은 SI 유도 단위나 다양한 제국 단위 또는 미국 관례 단위(예: 갤런, 쿼트, 세제곱인치)를 사용하여 수치적으로 정량화되는 경우가 많다. 길이 및 높이(세제곱)의 정의는 부피와 상호 관련되어 있다. 용기의 부피는 일반적으로 용기 자체의 공간이 차지하는 양이 아니라 용기가 담을 수 있는 유체(기체 또는 액체)의 양, 즉 용기의 용량을 의미한다.
환유적으로, "부피"라는 용어는 때때로 해당 영역을 지칭하는 데 사용된다(예: 경계 부피).
고대에는 부피가 비슷한 모양의 자연 용기를 사용하여 측정되었다. 나중에는 표준화된 용기가 사용되었다. 일부 간단한 3차원 모양은 산술 공식을 사용하여 부피를 쉽게 계산할 수 있다. 더 복잡한 모양의 부피는 모양의 경계에 대한 공식이 있는 경우 적분으로 계산할 수 있다. 0차원, 1차원 및 2차원 물체는 부피가 없다. 4차원 이상에서는 일반적인 부피와 유사한 개념이 초부피이다.

## 역사

### 고대사

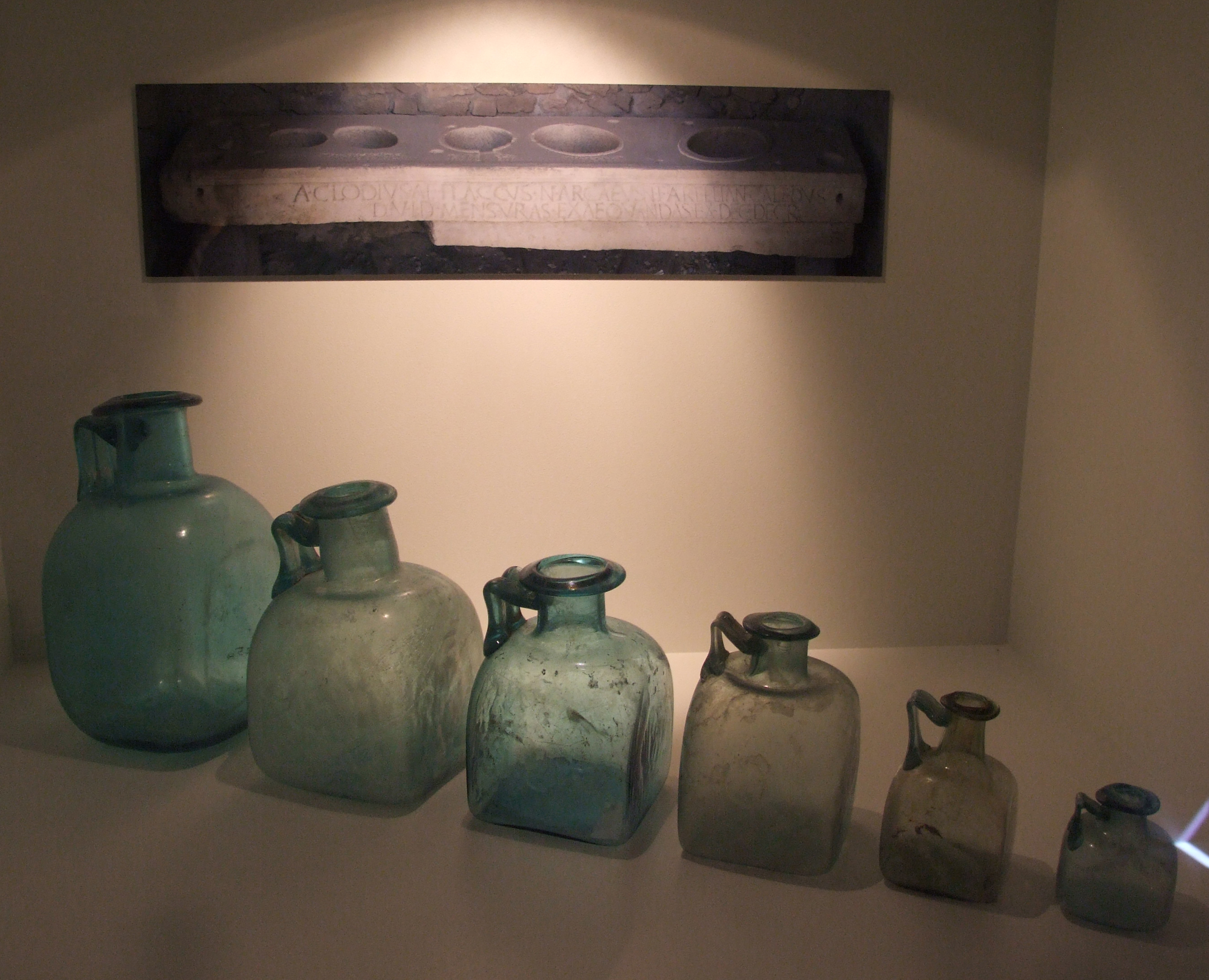
폼페이의 mens ponderia에서 나온 6개의 부피 측정 도구. mens ponderia는 도량형 관리를 위한 고대 시립 기관이었다.

고대 시대의 부피 측정 정밀도는 일반적으로 10–50 mL (0.3–2 US fl oz; 0.4–2 imp fl oz) 사이였다.(p. 8) 부피 계산의 가장 초기 증거는 고대 이집트와 메소포타미아에서 수학 문제로 나타났는데, 이는 정육면체, 원기둥, 절두체, 원뿔과 같은 간단한 모양의 부피를 근사하는 것이었다. 이러한 수학 문제들은 모스크바 수학 파피루스 (기원전 1820년경)에 기록되어 있다. 라이스너 파피루스에는 고대 이집트인들이 곡물과 액체에 대한 구체적인 부피 단위를 기록했으며, 재료 블록에 대한 길이, 너비, 깊이, 부피 표도 포함되어 있었다.(p. 116) 이집트인들은 그들의 길이 단위(큐빗, 팜, 디짓)를 사용하여 부피 큐빗(p. 117) 또는 데니(1 큐빗 × 1 큐빗 × 1 큐빗), 부피 팜(1 큐빗 × 1 큐빗 × 1 팜), 부피 디짓(1 큐빗 × 1 큐빗 × 1 디짓)과 같은 부피 단위를 고안했다.(p. 117)
기원전 300년경에 쓰인 에우클레이데스의 원론의 마지막 세 권은 평행육면체, 원뿔, 피라미드, 원기둥, 구의 부피를 계산하는 정확한 공식들을 자세히 설명했다. 이 공식들은 이전 수학자들이 모양을 더 작고 단순한 조각들로 나누는 적분의 원시적인 형태를 사용하여 결정되었다. 한 세기 후, 아르키메데스( 287 – 212 BCEc.)는 소진법 접근 방식을 사용하여 여러 모양의 근사 부피 공식을 고안했는데, 이는 유사한 모양의 이전에 알려진 공식들로부터 해를 도출하는 것을 의미한다. 모양의 원시적인 적분은 3세기 CE의 유휘, 5세기 CE의 조충지, 중동 및 인도에서도 독립적으로 발견되었다.
아르키메데스는 또한 불규칙한 물체의 부피를 계산하는 방법을 고안했는데, 물에 잠수시켜 초기 수량과 최종 수량의 차이를 측정하는 것이었다. 물량 차이가 물체의 부피이다. 매우 대중화되었지만, 아르키메데스는 극도의 정밀도가 요구되기 때문에 금관을 물에 담가 부피를 찾아내고, 따라서 밀도와 순도를 찾아냈을 가능성은 낮다. 대신 그는 정역학적 저울의 원시적인 형태를 고안했을 가능성이 높다. 여기서 왕관과 비슷한 무게의 순금 덩어리를 물에 잠긴 저울의 양 끝에 놓으면, 아르키메데스의 원리에 따라 저울이 기울어진다.

### 미적분과 단위 표준화

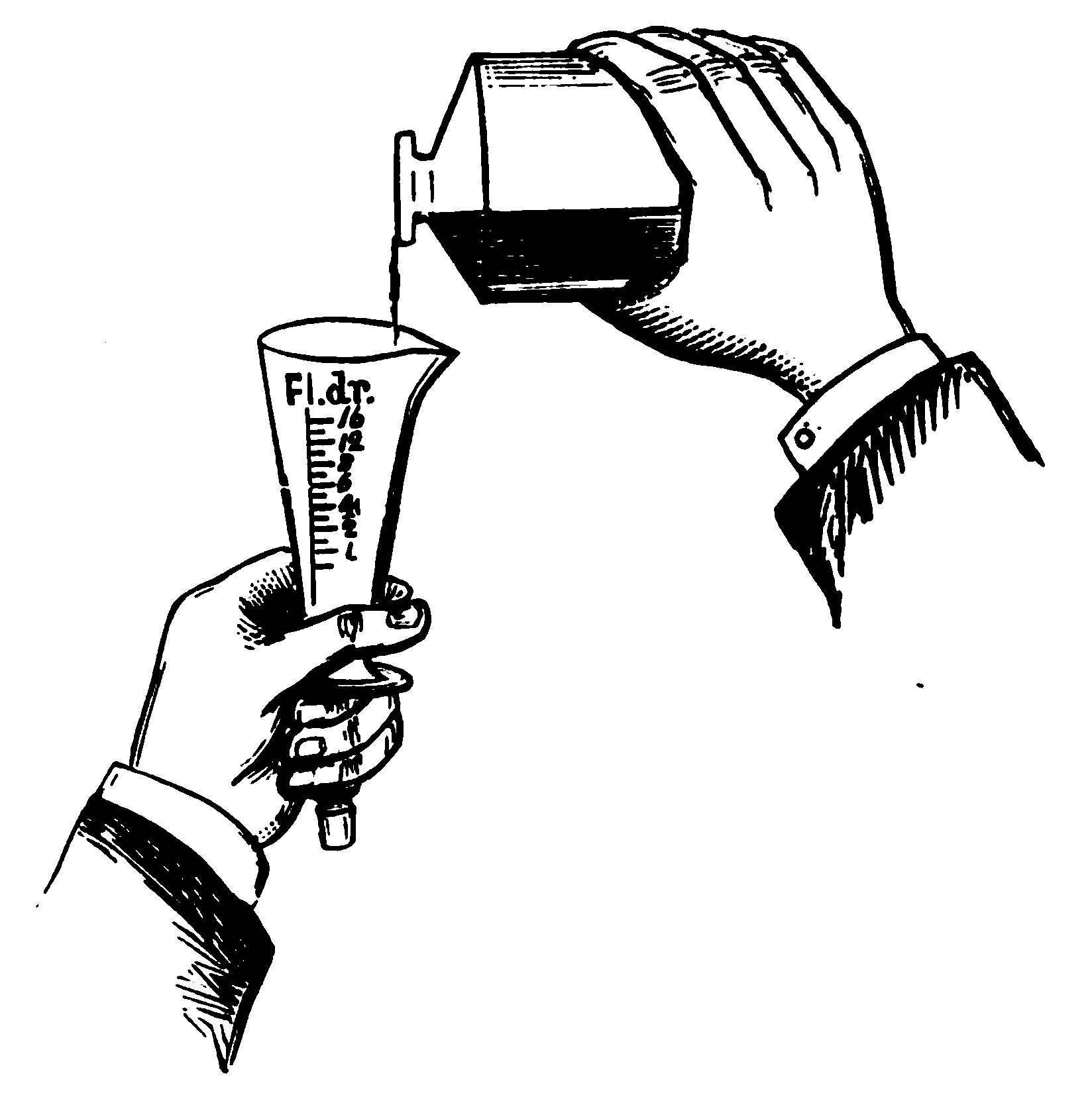
액량 드람 눈금이 있는 눈금실린더를 사용하여 부피를 측정하는 방법을 보여주는 다이어그램, 1926년

중세에는 세스터, 앰버, 쿰, 심 등 많은 부피 측정 단위가 만들어졌다. 이러한 단위의 엄청난 양으로 인해 영국 왕들은 이를 표준화하게 되었고, 1258년 헨리 3세에 의해 빵과 맥주의 사정 법령으로 절정에 달했다. 이 법령은 무게, 길이, 부피를 표준화하고 페니, 온스, 파운드, 갤런, 부셸을 도입했다.(pp. 73–74) 1618년, 런던 약전 (의약품 합성 목록)은 로마 갤런 또는 콘기우스를 부피의 기본 단위로 채택하고 약전학적 무게 단위로의 환산표를 제공했다. 이 무렵, 부피 측정은 더욱 정밀해지고 불확실성은 1–5 mL (0.03–0.2 US fl oz; 0.04–0.2 imp fl oz) 사이로 좁혀졌다.(p. 8)
17세기 초반, 보나벤투라 카발리에리는 현대 적분 미적분학의 철학을 어떤 물체의 부피를 계산하는 데 적용했다. 그는 카발리에리의 원리를 고안했는데, 이는 모양을 점점 더 얇은 조각으로 사용하면 결과 부피가 점점 더 정확해진다고 말한다. 이 아이디어는 나중에 피에르 드 페르마, 존 월리스, 아이작 배로우, 제임스 그레고리, 아이작 뉴턴, 고트프리트 빌헬름 라이프니츠, 마리아 아녜시에 의해 17세기와 18세기에 확장되어 21세기에도 사용되는 현대 적분 미적분학을 형성했다.

### 미터법 도입과 재정의
1795년 4월 7일, 미터법은 프랑스 법률에서 6개의 단위를 사용하여 공식적으로 정의되었다. 이 중 3개는 부피와 관련이 있다: 장작 부피를 위한 스테르 (1 m3); 액체 부피를 위한 리터 (1 dm3); 그리고 녹는 얼음 온도에서 1세제곱센티미터 물의 질량으로 정의된 그램이다. 30년 후인 1824년, 임페리얼 갤런은 17 °C (62 °F)에서 물 10파운드가 차지하는 부피로 정의되었다. 이 정의는 20세기 영국 도량형법 1985까지 추가로 정제되어, 1 임페리얼 갤런이 물 사용 없이 정확히 4.54609 리터와 같게 되었다.
국제 미터 원기에서 크립톤-86 원자의 주황색-붉은색 방출선으로 1960년 미터의 재정의는 미터, 세제곱미터 및 리터를 물리적 물체와 분리시켰다. 이는 또한 미터 및 미터에서 파생된 부피 단위를 국제 미터 원기의 변화에 대한 내성을 갖게 한다. 미터의 정의는 1983년에 빛의 속력과 초 (이는 세슘 표준에서 파생됨)를 사용하도록 다시 정의되었으며 2019년에 명확성을 위해 재조정되었다.

## 속성
유클리드 3차원 공간의 측도로서 부피는 길이 및 넓이와 유사하게 음의 값으로 물리적으로 측정될 수 없다. 모든 연속적인 단조적인 (순서 보존) 측도와 마찬가지로 물체의 부피는 서로 비교될 수 있으며 따라서 순서가 매겨질 수 있다. 부피는 또한 더해질 수 있고 무한히 분해될 수 있다. 후자의 속성은 카발리에리의 원리와 3차원 물체의 미분적분학에 필수적이다. 적분 미적분학에서 무한히 작은 부피의 '단위'는 부피 요소이다. 이 공식은 다른 좌표계, 공간 및 다양체와 작업할 때 유용하다.

## 측정
물체의 부피를 대략적으로 측정하는 가장 오래된 방법은 손 크기나 꼬집기와 같은 인체를 사용하는 것이다. 그러나 인체의 다양성은 이를 매우 신뢰할 수 없게 만든다. 부피를 측정하는 더 좋은 방법은 박류, 양 또는 돼지 위, 방광과 같이 대략적으로 일정하고 내구성이 있는 자연에서 발견되는 그릇을 사용하는 것이다. 나중에 금속공학과 유리 생산이 발전하면서 오늘날 작은 부피는 일반적으로 표준화된 인공 그릇을 사용하여 측정된다. 이 방법은 용기의 배수 또는 분수를 사용하여 소량의 유체 또는 알갱이를 측정하는 데 일반적이다. 알갱이의 경우 용기를 흔들거나 수평을 맞춰 대략적으로 평평한 표면을 만든다. 이 방법은 부피를 측정하는 가장 정확한 방법은 아니지만 요리 재료를 측정하는 데 자주 사용된다.
공기 변위 피펫은 생물학 및 생화학에서 미시적 규모의 유체 부피를 측정하는 데 사용된다. 눈금 계량컵과 계량스푼은 요리 및 일상생활 응용에 적합하지만, 연구실에는 충분히 정밀하지 않다. 연구실에서는 액체 부피를 눈금실린더, 피펫 및 부피 플라스크를 사용하여 측정한다. 이러한 눈금 용기 중 가장 큰 것은 석유 저장 탱크로, 일부는 최대 1,000,000 bbl (160,000,000 L)의 유체를 담을 수 있다. 이 규모에서도 석유의 밀도와 온도를 알면 이러한 탱크에서 매우 정밀한 부피 측정을 할 수 있다.
저수지와 같이 더 큰 부피의 경우, 용기의 부피는 모양으로 모델링되어 수학을 사용하여 계산된다.

### 단위

눈금에 따른 일부 SI 부피 단위와 해당 물의 근사 질량

계산 편의를 위해, 부피의 단위는 단위정육면체 (한 변의 길이가 1인)가 차지하는 부피와 같다. 부피가 3차원을 차지하기 때문에, 미터 (m)를 길이의 단위로 선택하면 해당 부피 단위는 세제곱미터 (m3)이다. 세제곱미터는 또한 SI 유도 단위이다. 따라서 부피는 L3의 단위 차원을 갖는다.
미터법 부피 단위는 10의 거듭제곱으로 엄격하게 미터법 접두어를 사용한다. 접두어를 세제곱 길이 단위에 적용할 때, 세제곱 연산자는 접두어가 포함된 길이 단위에 적용된다. 세제곱센티미터를 세제곱미터로 변환하는 예시는 다음과 같다: 2.3 cm3 = 2.3 (cm)3 = 2.3 (0.01 m)3 = 0.0000023 m3 (다섯 개의 0).(p. 143)
일반적으로 사용되는 세제곱 길이 단위의 접두어는 세제곱밀리미터(mm3), 세제곱센티미터(cm3), 세제곱데시미터(dm3), 세제곱미터(m3) 및 세제곱킬로미터(km3)이다. 접두어 단위 간의 변환은 다음과 같다: 1000 mm3 = 1 cm3, 1000 cm3 = 1 dm3, 1000 dm3 = 1 m3. 미터법에는 1 L = 1 dm3 = 1000 cm3 = 0.001 m3인 리터 (L)도 부피 단위로 포함된다.(p. 145) 리터 단위의 경우 일반적으로 사용되는 접두어는 밀리리터(mL), 센티리터(cL), 리터(L)이며, 1000 mL = 1 L, 10 mL = 1 cL, 10 cL = 1 dL, 10 dL = 1 L이다.
다양한 다른 제국 단위 또는 미국 관례 부피 단위도 사용되는데, 다음을 포함한다.
- 세제곱인치, 세제곱피트, 세제곱야드, 에이커-피트, 세제곱마일
- 미님, 드람, 액량 온스, 파인트
- 찻숟가락, 테이블스푼
- 길, 쿼트, 갤런, 배럴
- 코드, 펙, 부셸, 호그스헤드.

### 용량과 부피
용량은 용기가 담을 수 있는 최대 물질량으로, 부피 또는 무게로 측정된다. 그러나 담긴 부피가 용기의 용량을 가득 채울 필요는 없으며, 그 반대도 마찬가지다. 용기는 특정 양의 물리적 부피만 담을 수 있으며, 무게는 담을 수 없다 (실제적인 고려 사항 제외). 예를 들어, 연료유 7,200 t (15,900,000 lb)를 겨우 담을 수 있는 50,000 bbl (7,900,000 L) 탱크는 나프타의 밀도가 낮아 부피가 더 크기 때문에 동일한 7,200 t (15,900,000 lb)의 나프타를 담을 수 없을 것이다.(pp. 390–391)

## 계산

### 기본 도형

원뿔의 부피가 동일한 지름과 높이를 가진 원기둥 부피의 3분의 1임을 보여주는 말 없는 증명

| 1. | 원뿔과 원기둥은 반지름 r과 높이 h를 갖는다.                                   |
| 2. | 높이가 h' = r √π로 확장될 때 부피 비율은 유지된다.                            |
| 3. | 얇은 조각으로 분해한다.                                                       |
| 4. | 카발리에리의 원리를 사용하여 각 조각을 동일한 넓이의 정사각형으로 재형성한다. |
| 5. | 피라미드를 두 번 복제한다.                                                    |
| 6. | 이것들을 정육면체로 결합하면 부피 비율이 1:3임을 보여준다.                    |

정육면체, 직육면체, 원기둥과 같은 많은 모양은 각기둥과 기본적으로 동일한 부피 계산 공식을 갖는다: 모양의 밑면에 높이를 곱한 값이다.

### 적분 미적분학

회전체의 그림. 회전한 g(x)의 부피에서 회전한 f(x)의 부피를 뺀다.

부피 계산은 적분 미적분학의 중요한 부분이다. 그 중 하나는 회전체의 부피를 계산하는 것으로, 같은 평면상의 직선을 중심으로 평면 곡선을 회전시키는 것이다. 워셔 또는 원판 적분 방법은 회전축과 평행한 축으로 적분할 때 사용된다. 일반 방정식은 다음과 같이 쓸 수 있다.
{\displaystyle V=\pi \int _{a}^{b}\left|f(x)^{2}-g(x)^{2}\right|\,dx}
여기서 {\textstyle f(x)}와 {\textstyle g(x)}는 평면 곡선 경계이다.(pp. 1,3) 원통셸 방법은 회전축에 수직인 축으로 적분할 때 사용된다. 방정식은 다음과 같이 쓸 수 있다.(pp. 6)
{\displaystyle V=2\pi \int _{a}^{b}x|f(x)-g(x)|\,dx}
3차원 공간에서 영역 D의 부피는 영역에 대한 상수 함수 {\displaystyle f(x,y,z)=1}의 삼중 또는 부피 적분으로 주어진다. 이는 일반적으로 다음과 같이 쓰인다.(Section 14.4)
{\displaystyle \iiint _{D}1\,dx\,dy\,dz.}
원통좌표계에서 부피 적분은 다음과 같다.
{\displaystyle \iiint _{D}r\,dr\,d\theta \,dz,}
구면좌표계에서 (방위각 {\displaystyle \theta } 및 극축에서 측정된 {\displaystyle \varphi }에 대한 각도 규칙 사용; 규칙에 대한 자세한 내용은 참조) 부피 적분은 다음과 같다.
{\displaystyle \iiint _{D}\rho ^{2}\sin \varphi \,d\rho \,d\theta \,d\varphi .}

### 기하학적 모델링

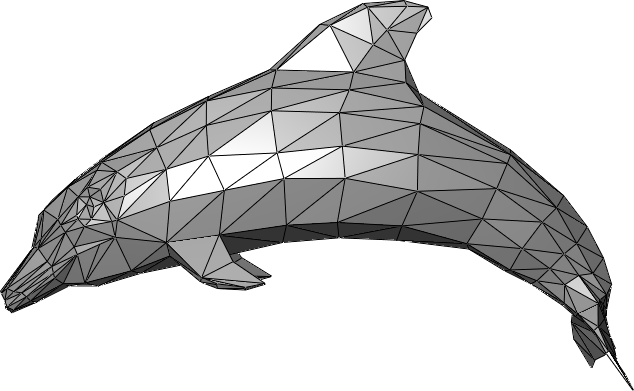
돌고래의 로우 폴리 삼각형 메쉬

폴리곤 메시는 다각형을 사용하여 물체의 표면을 나타낸 것이다. 볼륨 메시는 볼륨과 표면 속성을 명시적으로 정의한다.

## 파생량
- 밀도는 단위 부피당 물질의 질량, 또는 총 질량을 총 부피로 나눈 값이다.[21]
- 비부피는 총 부피를 질량으로 나눈 값, 즉 밀도의 역수이다.[22]
- 부피 유량 또는 유량은 단위 시간당 주어진 표면을 통과하는 유체의 부피이다.
- 부피 열용량은 물질의 열용량을 부피로 나눈 값이다.

## 공식
| 도형      | 공식                                     | 비고 |
| --------- | ---------------------------------------- | --- |
| 정육면체: | {\displaystyle s^{3}\,}                  | {\displaystyle s}는 정육면체의 한 변의 길이이다.                                                              |
| 직육면체: | {\displaystyle lwh\,}                    | {\displaystyle l}, {\displaystyle w}, {\displaystyle h}는 각각 직육면체의 가로, 세로, 높이이다.               |
| 원기둥:   | {\displaystyle \pi r^{2}h\,}             | {\displaystyle r}와 {\displaystyle h}는 각각 원기둥의 반지름과 높이이다.                                      |
| 각기둥    | {\displaystyle Ah\,}                     | {\displaystyle A}와 {\displaystyle h}는 각각 각기둥의 밑면과 높이이다.                                        |
| 구:       | {\displaystyle {\frac {4}{3}}\pi r^{3}}  | {\displaystyle r}는 구의 반지름이다.                                                                          |
| 반구:     | {\displaystyle {\frac {2}{3}}\pi r^{3}}  | {\displaystyle r}는 반구의 반지름이다.                                                                        |
| 각뿔:     | {\displaystyle {\frac {1}{3}}Ah}         | {\displaystyle A}와 {\displaystyle h}는 각각 각뿔의 밑면과 높이이다.                                          |
| 원뿔:     | {\displaystyle {\frac {1}{3}}\pi r^{2}h} | {\displaystyle r}와 {\displaystyle h}는 각각 원뿔의 반지름과 높이이다.                                        |
| 원환체:   | {\displaystyle 2\pi ^{2}r^{2}R}          | {\displaystyle r}은 원환체 튜브의 반지름,{\displaystyle R}은 원환체의 튜브중심부터 원환체중심까지의 거리이다. |

## 같이 보기
- 넓이
- 겉넓이
- 체적측량